# Indosylvirana aurantiaca
Indosylvirana aurantiaca es una especie de anfibio anuro de la familia Ranidae.

## Distribución geográfica
Esta especie es endémica de Kerala en India. Se encuentra en los distritos de Thiruvananthapuram y Kollam en los Ghats occidentales.

## Descripción
Los machos estudiados por Biju et al. en 2014 miden de 27.1 a 31.7 mm y la hembra 37.9 mm.

## Publicación original
- Boulenger, 1904 : Descriptions of three new frogs from southern India and Ceylon. Journal of the Bombay Natural History Society, vol. 15, p. 430-431[4]